# Seong-Jin Cho
Seong-Jin Cho (kor. 조성진; * 28. Mai 1994 in Seoul) ist ein südkoreanischer Pianist.

## Leben
Seong-Jin Cho wurde 1994 in Seoul geboren. Er absolvierte die Yewon School und die Seoul Arts High School. Er studierte Klavier am Pariser Konservatorium bei Michel Béroff. Er gewann beim 14. Internationalen Tschaikowski-Wettbewerb in Moskau 2011 den dritten Preis, ebenso bei der Arthur Rubinstein International Piano Master Competition 2014 in Tel Aviv. Beim Internationalen Chopin-Wettbewerb 2015 in Warschau gewann Cho den ersten Preis.
Zu Jahresanfang 2016 wurde Seong-Jin Cho Exklusivkünstler der Deutschen Grammophon. Er lebt seit August 2017 in Berlin.

## Aufnahmen (Auswahl)
- Seong-Jin Cho: Winner of the 17th International Fryderyk Chopin Piano Competition, Warsaw 2015. Chopin: 24 Préludes op. 28, 2. Klaviersonate op. 35, Aufnahme in der Nationalphilharmonie Warschau im Oktober 2015. Deutsche Grammophon Dezember 2015.
- Chopin: Etüden op. 10 Nr. 1 in C-Dur und Nr. 10 in As-Dur, Fantasie in f-Moll op 49, Ballade Nr. 2 F-Dur op. 38, Walzer op. 34 Nr. 3 in F-Dur, 4 Mazurken op. 33, 1. Klavierkonzert op. 11 in e-Moll mit dem Warsaw Philharmonic Orchestra unter Jacek Kaspszyk,[5] Aufnahme während des 17. Chopin-Wettbewerbs in Warschau. Fryderyk Chopin Institut Mai 2016.
- Chopin: 1. Klavierkonzert op. 11 in e-Moll mit dem London Symphony Orchestra unter Gianandrea Noseda, Aufnahme in den Abbey Road Studios London im Juni 2016; Ballade Nr. 1 g-Moll op. 23, Ballade Nr. 2 F-Dur op. 38, Ballade Nr. 3 As-Dur op. 47, Ballade Nr. 4 f-Moll op. 52, Aufnahme in der Friedrich-Ebert-Halle Hamburg im September 2016. Deutsche Grammophon Dezember 2016.
- Claude Debussy: Images, Children’s Corner, Suite bergamasque, L’Isle Joyeuse. Aufnahme im Juni 2017 im Herrenhaus Correns (Siemensvilla), Berlin. Deutsche Grammophon November 2017.

## Auszeichnungen (Auswahl)
- 2008: 1. Preis beim The Sixth Moscow International F. Chopin Competition for Young Pianists der Frederick Chopin Society Moskau[6]
- 2009: 1. Preis beim Hamamatsu International Piano Competition in Japan[7]
- 2011: 3. Platz beim Tschaikowski-Wettbewerb
- 2014: 3. Platz beim The 4th A.Rubinstein International Piano Master Competition in Israel[8]
- 2015: Gewinner des Internationalen Chopin-Wettbewerbs
- 2023: Ho-Am-Preis für Kunst